# Sououd-e-Melli
Soroud-e melli (pashto: ملی سرود, persiska: سرود ملی) är Afghanistans nationalsång. Den antogs officiellt på Loya jirga i maj 2006. 
Enligt paragraf 20 i Afghanistans grundlag skall nationalsången vara på pashto, innehålla orden "Gud är större", samt nämna landets olika folkgrupper. Melodin har
komponerats av Babrak Wassa och texten har skrivits av Abdul Bari Jahani.

Garam shah lā garam shah.

Afghanistan har haft flera olika nationalsånger. Mellan 1978 och 1992 användes sången, Garam shah lā garam shah (گرم شه، لا گرم شه), med text av Suleiman Laeq och musik av Jalil Zaland, arrangerad av Ustad Salim Sarmast. Den förbjöds dock liksom all annan musik när talibanerna tog makten.
Från 1992 till 2006 använde man en kampsång från Mujaheddin som nationalsång. Den komponerades  1919 av Ustad Qasim.